# Il pianeta maledetto
Il pianeta maledetto (Dreadful Sanctuary) è un romanzo di fantascienza del 1949 scritto da Eric Frank Russell. 

## Trama
Nel 1972 gli scienziati del pianeta terra tentano ripetutamente di inviare delle navicelle spaziali sulla Luna, tuttavia i fallimenti si susseguono e uno scienziato riesce a scoprire che in realtà tutti i lanci vengono sistematicamente sabotati da una misteriosa società che custodisce un segreto. 

## Edizioni
- Eric Frank Russell, Il pianeta maledetto, Urania n. 16, Arnoldo Mondadori Editore, 1953.